# BMW・Z4
Z4（ツェット・フィーア）はドイツの自動車メーカー・BMWが製造・販売しているロードスターおよびクーペタイプの乗用車である。
2002年にソフトトップを採用した2シーターロードスターとして登場し、2006年にはクーペモデルも追加された。

## 初代（2003年 - 2008年）E85/E86

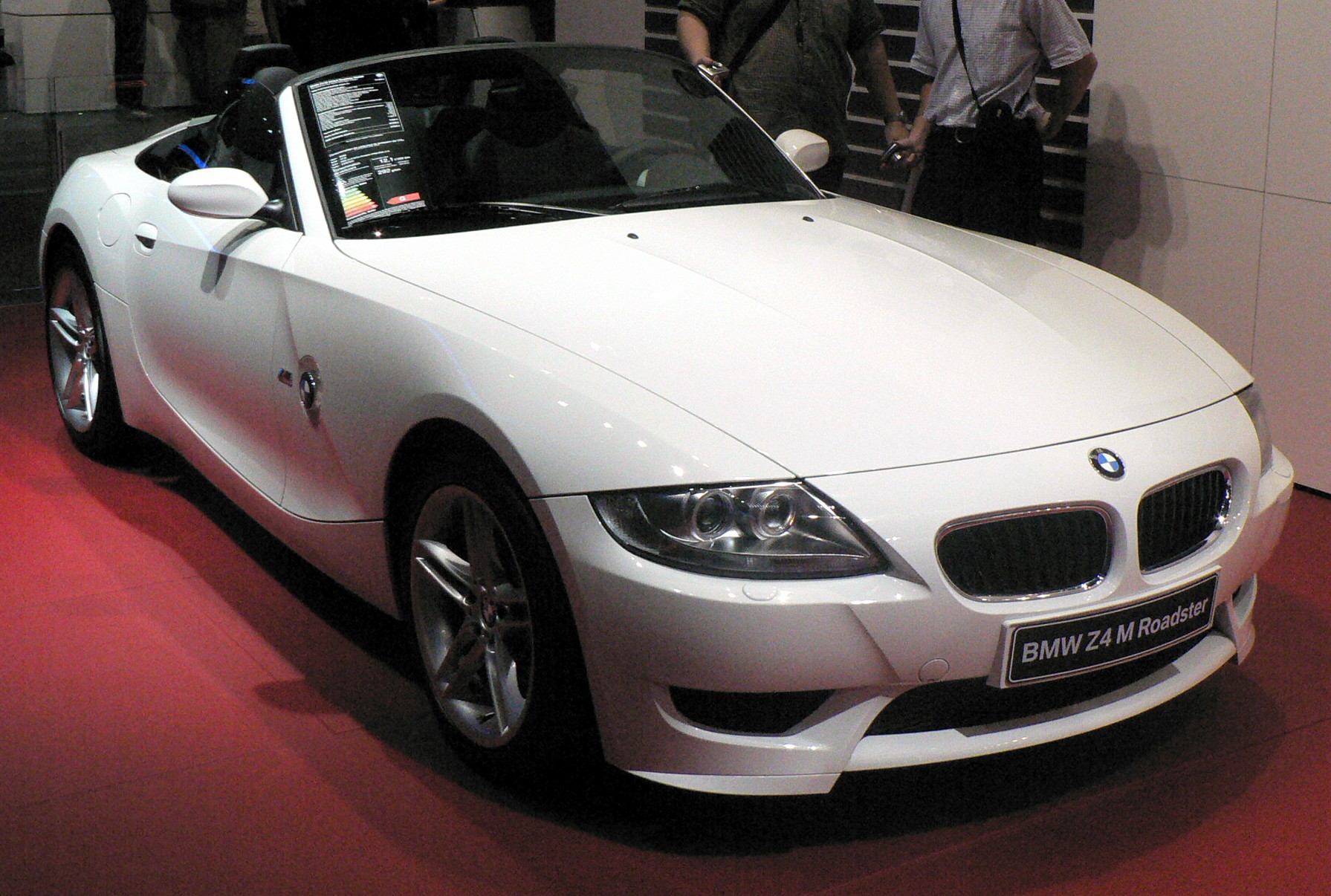
Z4 M ロードスター（E85）

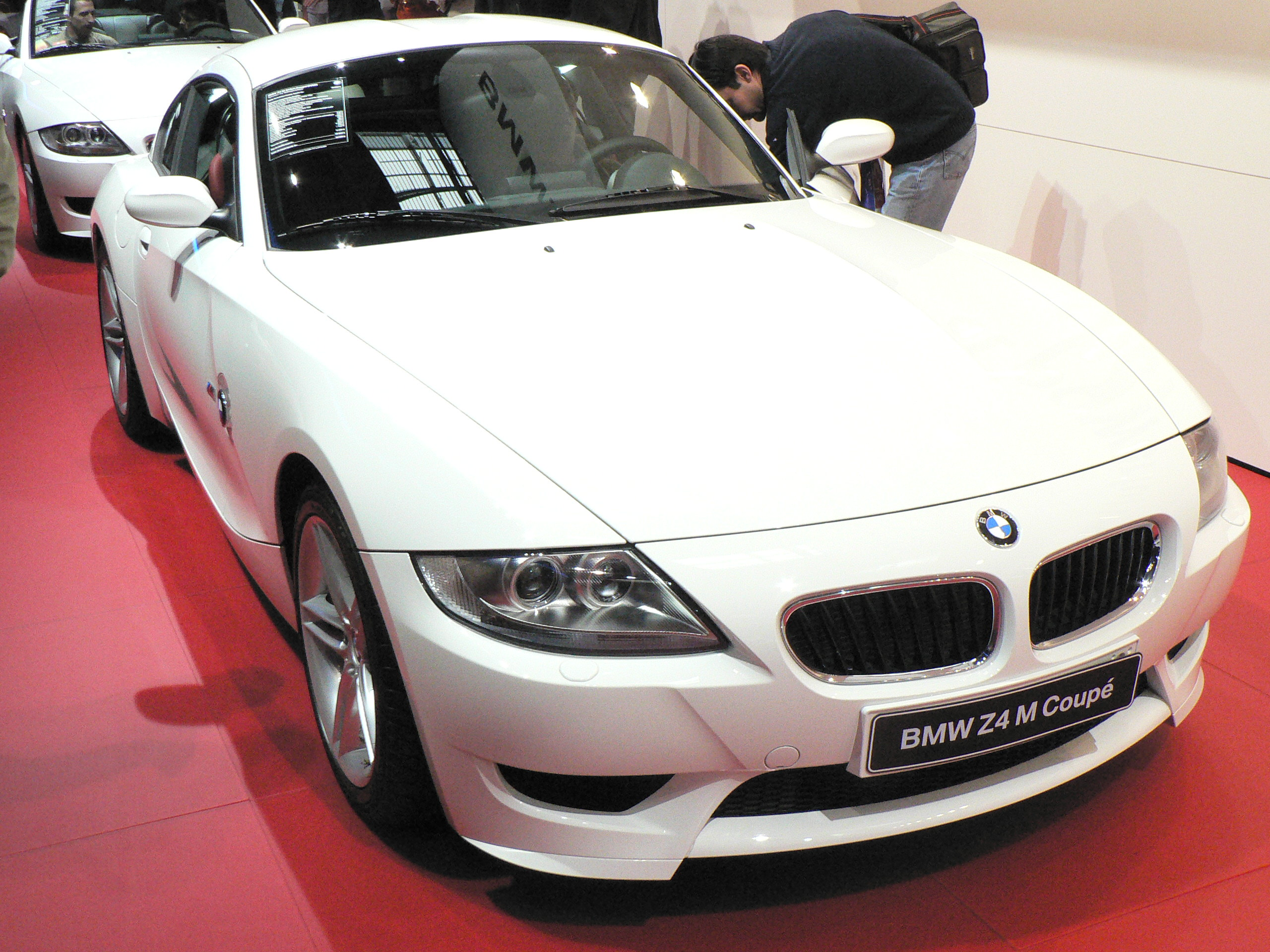
Z4 M クーペ（E86）

2002年のパリモーターショーでデビュー。アメリカのサウスカロライナ州スパータンバーグで生産される。モデルコードはロードスターがE85、クーペがE86。
開発自体はZ3と同時期から行われており、2002年に生産を終了したZ3の後継車種にあたるが、車格としてはZ3の上位モデルとなる。Z3よりボディサイズを拡大し、当初は全モデルが直列6気筒エンジン搭載で登場したが、2005年に直列4気筒エンジン搭載モデルも追加された。デザインはアメリカ人デザイナーのクリス・バングルが担当している。
2003年1月、日本で「Z4 3.0i」、「Z4 2.5i」が発売。5月、「Z4 3.0i」に6速SMG（セミAT）搭載モデルを追加。10月、「Z4 2.2i」を追加。
2005年9月、フランクフルトショーでクーペの「Z4クーペ コンセプト」を発表。
2006年4月、マイナーチェンジ。「Z4 2.2i」と「Z4 3.0i」のSMG搭載車を廃止し、「Z4 3.0i」と「Z4 2.5i」もエンジン、トランスミッション、内装を変更する。「Z4クーペ 3.0si」が追加されたが、クーペの販売は不調であった。クーペとの区別のため、ロードスターは「Z4ロードスター 3.0si」、「Z4ロードスター 2.5i」に名称が変更された。
2008年3月、限定車「Z4ロードスター 2.5i Limited」を発売。限定165台。Mスポーツ+レザーシート+シートヒーター仕様が標準。同時に、M3（E46）と同じ直6エンジンを搭載するMモデルの「Z4 Mロードスター」「Z4 Mクーペ」を追加。トランスミッションは6速MT。　Z3時代の「Mロードスター」「Mクーペ」と区別するため、モデル名の先頭に「Z4」が付与された。

### 特徴・機構
ソフトトップは、マイナーチェンジ前まで「Z4 3.0i」のみ電動式、「Z4 2.5i」「Z4 2.2i」は手動式であったが、マイナーチェンジ後は電動式が標準装備となった。マイナーチェンジ後の3.0siの6速ATは1シリーズ（130i Mスポーツ）にも採用されている「スポーツAT」であり、パドルシフトを装備する。
価格は443 - 837万円。

### 日本での販売
| グレード                              | 製造年          | 排気量 | エンジン             | 最高出力/最大トルク | 変速機               | 駆動方式 |
| ------------------------------------- | --------------- | ------ | -------------------- | ------------------- | -------------------- | -------- |
| Z4 3.0i                               | 2003年 - 2006年 | 3.0L   | 直列6気筒DOHC M54B30 | 231ps/30.6kgm       | 5速ATおよび6速セミAT | FR       |
| Z4 2.5i                               | 2003年 - 2006年 | 2.5L   | 直列6気筒DOHC M54B25 | 192ps/25.0kgm       | 5速AT                | FR       |
| Z4 2.2i                               | 2003年 - 2006年 | 2.2L   | 直列6気筒DOHC M54B22 | 170ps/21.4kgm       | 5速AT                | FR       |
| Z4 2.0i*                              | 2005年 - 2008年 | 2.0L   | 直列4気筒DOHC N46B20 | 150ps/20.0kgm       | 5速AT                | FR       |
| Z4 M ロードスター Z4 M クーペ         | 2006年 - 2009年 | 3.2L   | 直列6気筒DOHC S54B32 | 343ps/37.2kgm       | 6速MT                | FR       |
| Z4 ロードスター 3.0si Z4 クーペ 3.0si | 2006年 - 2009年 | 3.0L   | 直列6気筒DOHC N52B30 | 265ps/32.1kgm       | 6速AT                | FR       |
| Z4 ロードスター 3.0i                  | 2006年 - 2009年 | 3.0L   | 直列6気筒DOHC N52B30 | 218ps/25.0kgm       | 6速AT                | FR       |
| Z4 ロードスター 2.5i                  | 2006年 - 2009年 | 2.5L   | 直列6気筒DOHC N52B25 | 177ps/23.5kgm       | 6速AT                | FR       |
| Z4 ロードスター 2.5si                 | 2006年 - 2009年 | 2.5L   | 直列6気筒DOHC N52B25 | 218ps/25.0kgm       | 6速AT                | FR       |

* 2.0iはヨーロッパ市場でのみ販売された。

## 第2世代（2009年 - 2016年）E89
2008年12月13日に発表され、2009年1月のデトロイトモーターショーでデビューした。デザインは2人の女性デザイナーによってプランニングされた。外装は、Juliane Blasi が担当し、内装は Nadya Arnaoutが担当した。
デトロイトモーターショーの期間中にアイズオン・デザイン賞を受賞している。ドイツのバイエルン州レーゲンスブルクで生産された。
先代に存在したロードスターとクーペを統合し、リトラクタブル式ルーフによるクーペカブリオレタイプに一本化された。統合デザインはアドリアン・ファン・ホーイドンクが担当。車体のデザインは「鍛え上げられたアスリート」をイメージして作成され、リヤのホイール周辺も盛り上がった造形にそれが表現されている。
金属製（素材はアルミニウム）となったルーフは油圧アクチュエーターで駆動し、2分割されトランクに収納される。そのためトランクが拡大され、前モデルと比較して全長が150mm長くなった。ルーフの開閉は20秒と早いが、完全停止時でないと動作しない。ルーフを駆動するオイルポンプはトランク下部のバッテリー後方に設置されている。iDriveや電動パーキングブレーキが採用され、内装では金属調の装飾が増えた。車体サイズの大型化と金属屋根採用により重量は約100kg増加したが、ボディ剛性も向上している。遮音性も50％改善され、静粛性が向上している。サイドウインドウの面積は約40％、リアウインドウは約50％も拡大され、先代と比較して周囲の視認性も改善している。シフトレバー脇にはスロットル、トランスミッション、ステアリングのレスポンスを3段階に変えられる「ダイナミック・ドライビング・コントロール」のスイッチが装備される。「sDrive23i」にはパドルシフトを装備するスポーツ6速ATが搭載されたが、直列6気筒ツインターボエンジンを搭載する「sDrive35i」には7速セミオートマ（DCT）が採用された。海外ではゲトラグ製の6速マニュアルミッションも搭載された。燃料タンクは全て55 L。トランク容量は、ハードトップを収納した状態で180 L。ハードトップを閉めた状態は310 Lであった。電動パワステが採用され、回生ブレーキも導入された。ホイールはベースモデルでは16インチホイール（前後205/55R16）が採用されたが、モデルによっては17インチ（前後225/45R17または前225/45R17,後255/40R17）や18インチ（前225/40R18、後255/35R18）が装着された。

### モデルデータ
| モデル     | エンジン形式        | 最高出力                    | 最大トルク         | 標準変速機    | オプションの変速機 | 0-100km加速（秒） | 車重(kg)          | 100kmあたりの燃料消費量(L) | 二酸化炭素排出量 | エンジン名 | 生産年              |
| ---------- | ------------------- | --------------------------- | ------------------ | ------------- | ------------------ | ----------------- | ----------------- | -------------------------- | ---------------- | ---------- | ------------------- |
| sDrive18i  | 1997cc4気筒ターボ   | 115 kW (156 PS) / 5000      | 240 Nm/1250–4400   | 6速マニュアル | 8速AT              | 7,9 [8,1]         | 1470 kg [1495 kg] | 6,8 [6,8]                  | 159 [159]        | N20B30     | 2013年3月–2016年8月 |
| sDrive20i  | 1997cc4気筒ターボ   | 135 kW (184 PS) / 5000      | 270 Nm / 1250–4500 | 6速マニュアル | 8速AT              | 6,9 [6,9]         | 1470 kg [1495 kg] | 6,8 [6,8]                  | 159 [159]        | N20B30     | 2011年9月–2016年8月 |
| sDrive23i  | 2497cc6気筒然吸気   | 150 kW (204 PS) / 6400      | 250 Nm/2750–3000   | 6速マニュアル | 6速AT              | 6,6 [7,3]         | 1480 kg [1505 kg] | 8,5 [8,2]                  | 199 [192]        | N52B25     | 2009年5月–2011年8月 |
| sDrive28i  | 1997cc4気筒ターボ   | 180 kW (245 PS) / 5000–6000 | 350 Nm/1250–4800   | 6速マニュアル | 8速AT              | 5,7 [5,5]         | 1475 kg [1495 kg] | 6,8 [6,8]                  | 159 [159]        | N20B20     | 2011年9月–2016年8月 |
| sDrive30i  | 2996cc6気筒自然吸気 | 190 kW (258 PS) / 6600      | 310 Nm/2600–3000   | 6速マニュアル | 6速AT              | 5,8 [6,1]         | 1490 kg [1505 kg] | 8,5 [8,3]                  | 199 [195]        | N52B30     | 2009年5月–2011年8月 |
| sDrive35i  | 2979cc6気筒ターボ   | 225 kW (306 PS) / 5800      | 400 Nm/1300–5000   | 6速マニュアル | 7速DSC             | 5,2 [5,1]         | 1580 kg [1600 kg] | 9,4 [9,1]                  | 219 [210]        | N54B30     | 2009年5月–2016年8月 |
| sDrive35is | 2979cc6気筒ターボ   | 250 kW (340 PS) / 5900      | 450 Nm/1500–4500   | 7速DSC        | -                  | [4,8]             | [1600 kg]         | [9,1]                      | [210]            | N54B30     | 2010年3月–2016年8月 |

### 日本での販売
日本への導入グレードは全車ATまたはDSCとなり、アメリカやドイツで販売された6速マニュアルミッション搭載車は設定されなかった。
- 2009年
  - 5月 -「sDrive35i」（699万円～）と「sDrive23i」（485万円～）の販売を日本で開始した。スタンダード、ハイラインパッケージ、Mスポーツが用意された。

「sDrive23i」のスタンダードおよびハイラインパッケージには17インチホイールが標準装備されたが、スタンダードはタイヤサイズが前後同サイズとされるところをハイラインパッケージではフロントタイヤが225/45R17、リアタイヤが255/40R17とされた。ハイラインパッケージでは電動シートやシートヒーター、革シート、カンザス・レザー・インテリアが標準装備された。
Mスポーツでは「sDrive35i」と「sDrive23i」の双方で18インチホイールが標準となり、フロントが225/40R18、リアは255/35R18のタイヤが装着され、Mスポーツサスペンション（Z4 sDrive35isはアダプティブMサスペンション）が装備され車高が1㎝低くなり、またスポーツシートが採用される。オプションとしては、ウエルカムライトやルーフのリモート操作・エンジンキー差し込み不要のコンフォートアクセス、ライト照射範囲が車体進行方向に対して可変となるアダプティックヘッドライト、3段階の可変ダンパーとなるアダプティブMサスペンションなどが設定された。ボディ色は全17色が設定された。
  - 10月 - iDriveを省略して低価格化した廉価グレード「Style Essence」を追加。

HIDライトではなくバイキセノンヘッドライトが標準装着されるほか、iDriveとナビゲーションシステムが非装着となり、Z4 sDrive23iより38.0万円安い485.0万円で販売された。
- 2010年
  - 5月12日 - 最上級グレードとなる「sDrive35is」の販売を開始（815万円～）。

最高出力340ps、最大トルク45.9kgm（オーバーブースト時最大トルク51.0kgm）の直6ツインターボエンジンを搭載する。Mエアロダイナミクスパッケージ、スポーツシート、マルチファンクションMスポーツ・レザーステアリング（パドルシフト付き）を含むMスポーツパッケージを標準装備し、18インチMライトアロイホイール、アダプティブMサスペンション、BMWインディビデュアル・アンソラジット・ルーフライニング、マットオキサイドシルバー色のドアミラーなどを採用する。ATは7速DCTを採用し、車重は35iと同じ1600kg。
  - 11月4日 - 特別仕様車「BMW Z4 Silver-Top（シルバー・トップ）」が15台限定で販売される[13]。

「Z4 sDrive23i」をベースに、ボディカラーはメタリックの「ブラックサファイア」とされ、ルーフトップとミラーキャップにはメタリックの「チタンシルバー」で塗装される、ツートンカラー仕上げとなっている[13]。内装には、コーラルレッドのカンザスレザーシートが装備された[13]。559万円[13]。
- 2011年10月24日 - 自然吸気エンジンを搭載する「sDrive23i」が廃止。代替として4気筒ターボの「sDrive20i」の販売が開始（499万円～）され、Z4はターボエンジン車のみとなる。BMW社の二酸化炭素削減計画に基づくエンジン変更とされる。

「sDrive20i」には新型8速ATやUSBオーディオインターフェースなどが新規搭載されたが、価格調整のためにマニュアルエアコン装備車も設定された。「sDrive20i」は重量を20kg増加させて車重1520kgとし、エコカー減税の枠に適合させた「クルージング」グレードが設定された。「クルージング」グレードにはサーボトロニック、ウインドディフレクター、専用アルミホイールが装備された。
- 2012年3月16日 - 特別仕様車「Z4 Design Pure Balance Edition（デザイン・ピュア・バランス・エディション）」を92台限定で発売[14]。

車体色をミネラルホワイトとして、マットアルミニウム仕上げのキドニーグリルバーとエアインテークフレーム、エクステンド・レザー・メリノ・インテリア（カラー：コイーバ・ブラウン／ブラック）、ファインライン・アンソラジット・ウッド・インテリアトリムなどを装備した。価格はベースモデルより70万円高の569万円。
- 2013年 - マイナーチェンジ。

変更点は少なく、ヘッドライトにLEDスモールライトリングを採用、サイドウインカーとはパドルシフトの形状変更などのみに留まる(ウインカーとパドルは前期型にも導入可能）。「sDrive20i」オートエアコンが標準となり、マニュアルエアコンの設定が無くなった。マイナーチェンジ後のモデルでは、ハードトップの開閉が微速進行状態でも可能となっている。
価格は2016年10月現在、「sDrive20i」が518万円、「sDrive35i」が726万円、「sDrive35is」が850万円となっている。
| グレード       | 製造年          | 排気量 | エンジン                          | 最高出力         | 最大トルク                                   | 変速機        | 駆動方式 |
| -------------- | --------------- | ------ | --------------------------------- | ---------------- | -------------------------------------------- | ------------- | -------- |
| Z4 sDrive 23i  | 2009年 - 2011年 | 2.5L   | 直列6気筒DOHC N52B25A             | 204ps/6,300rpm   | 25.5kgm/3,000rpm                             | 6速スポーツAT | FR       |
| Z4 sDrive 20i  | 2011年 - 2016年 | 2.0L   | 直列4気筒DOHCターボ N20B20A       | 27.5kgm/4,500rpm | 8速スポーツAT                                |               | FR       |
| Z4 sDrive 35i  | 2009年 - 2016年 | 3.0L   | 直列6気筒DOHCツインターボ N54B30A | 306ps/5,800rpm   | 40.8kgm/5,000rpm                             | 7速DCT        | FR       |
| Z4 sDrive 35is | 2010年 - 2016年 | 3.0L   | 直列6気筒DOHCツインターボ N54B30A | 340ps/5,900rpm   | 45.9kgm/1,500rpm オーバーブースト時：51.0kgm | 7速DCT        | FR       |

## 第3世代（2019年 - ）G29
2017年8月17日、ペブルビーチ・コンクール・デレガンスでコンセプトZ4が公開された。
2018年8月23日、ペブルビーチ・コンクール・デレガンスで発表された。トヨタ自動車との共同開発車であり、車両構成の基礎となるエンジンやシャシーなどのプラットフォームをDB型トヨタ・スープラと共用している。製造はオーストリアにあるマグナ・シュタイアが担当する。
初代および2代目のZ4やスープラとは異なり、本モデルはソフトトップ式のオープンカーのみとなっている。
ドイツ本国では、sDrive20iに6速マニュアルトランスミッションが発売当初から標準搭載されており、8速ATがオプション扱いで用意される。sDrive30iは4気筒エンジンの高出力版(258馬力）であるが、こちらは8速ATのみの設定である。BMW B58 B30Cエンジンを搭載するM40iは8速ATが標準であったが2024年3月以降に6速マニュアルトランスミッションを選択することが可能となった。
| Model     | Years | Engine                       | Power                                      | Torque                                 | 0–100 km/h (0–62 mph) |
| --------- | ----- | ---------------------------- | ------------------------------------------ | -------------------------------------- | --------------------- |
| sDrive20i | 2019– | B48B20 2.0 L turbocharged I4 | 145 kW (197 PS; 194 hp) at 4,500–6,500 rpm | 320 N⋅m (236 lb⋅ft) at 1,450–4,200 rpm | 6.6 seconds           |
| sDrive30i | 2019– | B48B20 2.0 L turbocharged I4 | 190 kW (258 PS; 255 hp) at 5,500–6,500 rpm | 400 N⋅m (295 lb⋅ft) at 1,550–4,400 rpm | 5.4 seconds           |
| M40i      | 2019– | B58B30 3.0 L turbocharged I6 | 250 kW (340 PS; 335 hp) at 5,500–6,500 rpm | 500 N⋅m (369 lb⋅ft) at 1,600–4,500 rpm | 4.2 seconds           |
| M40i      | 2020– | B58B30 3.0 L turbocharged I6 | 285 kW (387 PS; 382 hp) at 5,500–6,500 rpm | 500 N⋅m (369 lb⋅ft) at 1,600–4,500 rpm | 4.2 seconds           |

### 日本での販売
2019年3月25日、日本市場で発表された。グレードは「sDrive20i」「M40i」が導入された。価格は2019年3月現在、「sDrive20i」が566万円、「M40i」が835万円となっている。
2022年12月、一部改良。ヘッドライト周辺をブラックに塗装し、キドニーグリルを水平基調のデザインに変更した。
| グレード      | 発売   | 排気量 | エンジン         | 最高出力             | 最大トルク             | 変速機        | 駆動方式 |
| ------------- | ------ | ------ | ---------------- | -------------------- | ---------------------- | ------------- | -------- |
| Z4 sDrive 20i | 2019年 | 2.0L   | BMW・B48エンジン | 197ps/4,500–6,500rpm | 32.6kgm/1,450–4,200rpm | 8速スポーツAT | FR       |
| Z4 M40i       | 2019年 | 3.0L   | BMW・B58エンジン | 340ps/5,000–6,500rpm | 51.0kgm/1,600–4,500rpm | 8速スポーツAT | FR       |